# 莫莱塔
莫莱塔（Moretta fanese）是一种起源于意大利佩萨罗和乌尔比诺省法诺的热咖啡和鸡尾酒。意大利沿海地区的渔民很爱喝莫莱塔。莫莱塔口感强烈且香甜，通常在饭后作为消化饮料饮用，也可以在寒冷的午后喝一杯用来取暖。

## 咖啡历史
莫莱塔可能是由法诺港的水手和渔民发明的，他们在工作时喝类似的饮料用来取暖和提神。以前穷人们很节约，将剩菜剩饭做成酒，于是久而久之就变成了莫莱塔的配方。2004年莫莱塔被意大利调酒师协会认证为鸡尾酒。

## 制作
莫莱塔由茴芹、朗姆酒和白兰地按大致相同的比例混合而成。可以根据个人口味或按不同配方更换酒的种类。有一种莫莱塔用干邑白兰地代替普通白兰地。制作过程为：将酒、糖、柠檬皮或橙皮一起用蒸汽加热，接着尽可能的直接倒入玻璃杯中，以便溶解糖分。然后将咖啡（最好是浓缩咖啡）慢慢倒入酒中，防止与酒混合。
莫莱塔通常装在小的透明玻璃杯中，饮用者可以看到三个分层：泡沫、咖啡和酒。可以在饮用前搅拌一下。